# Juan Almeida Bosque
Juan Almeida Bosque (L'Avana, 17 febbraio 1927 – L'Avana, 11 settembre 2009) è stato un politico, compositore, rivoluzionario e militare cubano.

## Biografia
Nacque all'Avana da una famiglia umile e numerosa (secondo di dodici fratelli). Muratore e studente dell'Università dell'Avana, nell'ateneo conobbe Fidel Castro che lo convinse a partecipare all'assalto della Caserma Moncada del 1953. Il fallimento dell'operazione costò ad Almeida una condanna a dieci anni di galera ma l'amnistia concessa da Fulgencio Batista nel 1955 lo riportò in libertà.

### La rivoluzione
Insieme agli esponenti del Movimento del 26 di luglio, Almeida si recò in esilio volontario in Messico dove, insieme a Che Guevara, Fidel e Raúl Castro prese parte al progetto di insurrezione armata contro il governo di Batista. Imbarcato sul Granma, sbarcò sull'isola il 2 dicembre 1956 e prese parte alla guerriglia, fino ad essere promosso comandante dell'esercito ribelle il 27 febbraio 1958 per assumere il comando della colonna di Santiago di Cuba.

### Gli onori
Dopo il trionfo della rivoluzione cubana nel 1959 divenne un alto funzionario delle forze armate cubane. Fu eletto membro del comitato centrale del Partito Comunista di Cuba, membro dell'Assemblea nazionale del potere popolare e vice presidente del Consiglio di Stato.
Negli anni seguenti Almeida si dedicò soprattutto alla cultura, scrisse vari libri ed intraprese la carriera di compositore musicale, scrivendo più di 300 canzoni.
Presidente dell'associazione che riunisce i veterani castristi, dal 2006 entrò a far parte del governo di Raúl Castro.
Ricevette molte decorazioni nazionali, tra le quali il Titolo Onorifico di Eroe della Repubblica di Cuba e l'Ordine Maximo Gomez di Primo Grado, in occasione del 40º anniversario della sua nomina a comandante nella Sierra Maestra.

### La morte
Morì all'Avana, l'11 settembre 2009 per problemi cardio-respiratori e i suoi resti furono inumati con onori militari nel Mausoleo del III Fronte Orientale Mario Muñoz Monroy, del quale fu fondatore e dirigente.